# بريسا
بريسا هي تكتل إعلامي إسباني مقره في مدريد، إسبانيا. وهي واحدة من أكبر الشركات الإعلامية في إسبانيا و أمريكا اللاتينية، مع وجود محتوى تعليمي وثقافي وإعلامي. تمتلك بريسا مجموعة من الصحف والمجلات ومحطات الراديو وشبكات التلفزيون. معظم الشركات التابعة والعلامات التجارية للشركة هي الباييس وأس وكادينا سير ولوس 40.

## وصلات خارجية
- الموقع الرسمي